# Helene Demuth
Helene "Lenchen" Demuth (31. prosince 1820 St. Wendel – 4. listopadu 1890 Londýn) byla nejprve služka Karla Marxe a po jeho smrti v roce 1883 se stala služkou rovněž Friedricha Engelse.
V roce 1851 porodila v Londýně syna Fredericka Lewise Demutha (1851–1929), jehož otcem byl sice Karel Marx, ale pro ochranu dobrého jména ženatého Marxe a jeho rodiny se k otcovství nakonec lživě přihlásil Friedrich Engels. Těsně po narození byl tento chlapec umístěn do dělnického sirotčince, vyučil se nástrojařem a povolání vykonával. Jeho nevlastní sestra Eleanor Marxová ho později vyhledala a navázala s ním dlouhodobé kontakty.